# Martin Buber
Martin Buber (hebrejski: מרטין בובר); Beč, 8. veljače 1878. – Jeruzalem, 13. lipnja 1965.), austrijsko-izraelski filozof, teolog, judaist, autor i profesor. 
Rođen je u tradicionalnoj bečkoj židovskoj obitelji i kao mladić pokazivao je interes za hasidskom literaturom i cionističkim pokretom. U hasidizmu je vidio način aktivnog misticizma i posvećivanja u svakodnevnom životu. Od 1902. uređivao je Die Welt, glasilo cionističkog pokreta, no ubrzo se povukao iz organizacije. Kasnije je uređivao i njemački mjesečnik Der Jude. Radio je kao profesor na Sveučilištu u Frankfurtu gdje je predavao religiologiju, židovsku teologiju i etiku sve do 1933. kada gubi poziciju zbog uspona nacizma. 
Godine 1938. napušta Europu i odlazi u Jeruzalem pod tadašnjim britanskim mandatom. Akademsku karijeru nastavio je na Hebrejskom sveučilištu gdje je predavao socijalnu filozofiju i sociologiju. Tematika njegovog filozofskog rada prvenstveno su politička i duhovna obnova zapadnoeuropskoga židovstva u duhu Biblije i hasidizma, čije je tekstove skupio i komentirao. Središnji pojam njegove filozofije je "dijaloški princip" (dijalogika) u međuljudskim i duhovnim odnosima, tzv. odnos Ja i Ti – čovjekov izravni odnos prema bližnjemu, svijetu i Bogu. Ovaj koncept utjecao je na modernu pedagogiju, filozofiju i psihijatriju, te na protestantsku i katoličku teologiju. Buberov evokativan, ponekad poetičan stil pisanja obilježio je glavne teme u njegovom djelu: prepričavanje hasidskih i kineskih priča, biblijski komentar i metafizički dijalog. Kao kulturni cionist, Buber je bio aktivan u židovskim i obrazovnim zajednicama u Njemačkoj i Izraelu.
Buber je bio predstavnik kulturnog cionizma i zalagao se za zajedničku židovsko-arapsku državu, a nakon uspostave Izraela 1948. predlagao je nastanak bliskoistočne federacije s arapskim susjedima.
Bio je nominiran za Nobelovu nagradu za književnost deset puta, a za Nobelovu nagradu za mir sedam puta.